# الإدارة القبرصية التركية المستقلة
الإدارة القبرصية التركية المستقلة (بالتركية: Otonom Kıbrıs Türk Yönetimi) هو اسم إدارة أنشأها القبارصة الأتراك في شمال قبرص الحالية فور التدخل العسكري التركي في قبرص سنة 1974.

## السياسات
تولت أول لجنة تنفيذية للإدارة مهامها في 26 أغسطس 1974، ولكن الإدارة تشكلت رسميًا في 1 أكتوبر 1974. وكان قرار إنشائها حتميًا من خلال الانعكاس السياسي للتغيير الاجتماعي الهائل في الجزيرة. استبدلت اللجنة التنفيذية بأول حكومة قبرصية تركية في 8 أكتوبر 1974. وأبقت الإدارة شمال قبرص تحت حالة الطوارئ حتى 20 ديسمبر 1974.
كانت الإدارة مستقلة اسمياً في ظل جمهورية قبرص، مع وجود دستور الجمهورية. واعتمد اسم رئيسها: رؤوف دنكطاش بلقب نائب الرئيس ورئيس الإدارة القبرصية التركية المستقلة، في إشارة إلى منصب نائب الرئيس المخصص للقبارصة الأتراك في الجمهورية. كما احتفظ أعضاء البرلمان بمناصبهم السابقة، حيث يمثلون مناطق مثل بافوس التي أضحت الآن في الجنوب.
في غضون ثلاثة أشهر من إنشائها أنشأت الإدارة أربع وزارات جديدة لتلبية المطالب، وهي وزارة الطاقة ووزارة التخطيط والتنسيق ووزارة اللاجئين وإعادة التأهيل ووزارة السياحة.
وفقا لأندرو بوروويك فإن العمل الفوري للإدارة قد أعاقه الوجود العسكري المكثف على أراضيها. ففي 30 أغسطس عندما أنشئت الإدارة بشكل غير رسمي ورد أنه كان هناك 17 حاجزًا على الطريق بين فاماغوستا ونيقوسيا.

## الاقتصاد
كان وزير العمل والاشغال الاجتماعية في الإدارة عصمت كوتاك. فأعادت الإدارة تنظيم الجمارك في ميناء فاماغوستا وأعادت فتحه في 6 سبتمبر 1974. استخدم في البداية الجنيه القبرصي عملة للبلاد، لكن العلاقات المقطوعة مع البنك المركزي القبرصي والصعوبات المالية الناتجة دفعت الإدارة إلى التحول إلى الليرة التركية. تم افتتاح مطار إركان الدولي الذي كان يُسمى آنذاك مطار تيمبو، أمام الرحلات الجوية المستأجرة وتم تصدير حوالي 75,000 طن من الحمضيات المزروعة في الإقليم. بُذلت جهود لإعادة فتح المؤسسات السياحية المغلقة وأعيد فتح تسعة فنادق حتى نوفمبر 1974. وبمساعدة من الخطوط الجوية التركية تم إنشاء الخطوط الجوية القبرصية التركية وبدأت رحلاتها إلى تركيا في يناير 1975.
تلقت الإدارة مساعدة اقتصادية وإدارية كبيرة من تركيا، التي أدارت برامج تنموية برئاسة السفير ضياء موزين أوغلو، وضباط قبارصة أتراك مدربين. وفي ظل هذه البرامج عمل بنك زراعات التركي ليكون بنكًا مركزيًا تحت الإدارة. تم إنشاء اتصالات شمال قبرص عبر تركيا ومعها خطوط البريد والهاتف، ووضع نظام بريدي جديد مع تدريب الضباط من قبل نظرائهم الأتراك. ودمجت المزارع والماشية التي خلفها القبارصة اليونانيون في الاقتصاد. وأنشئت مزرعتين حكوميتين، واحدة في فاماغوستا والأخرى في مورفو. تم دمج أكثر من 100 مصنع في الإقليم في شركة ذات أسهم عامة.

## المجتمع
سمحت الإدارة للأفراد العسكريين الأتراك الذين شاركوا في عملية التدخل العسكري بالحصول على الجنسية القبرصية التركية والاستقرار في شمال قبرص. تم الإشراف على إعادة توطين القبارصة الأتراك النازحين من الجنوب.
كتب أندرو بوروويك أن تركيا أعلنت عن خطط لتوطين 5000 عامل زراعي في الجزيرة للاستيلاء على الممتلكات الريفية المهجورة للقبارصة اليونانيين. وقد أدى ذلك إلى اتهامات من جانب القبارصة اليونانيين واليونان بأن تركيا تعمد إلى تغيير الهيكل الديموغرافي لقبرص.